# Kasteel de Brouckmans
Kasteel de Brouckmans is een kasteel in Hoeselt, in de Belgische provincie Limburg.
In de 18de eeuw laten de zonen van Jean Ignace de Brouckmans, heer van Werm en Maria Margaretha de Moffarts, Kasteel de Brouckmans bouwen op de plaats van het door hun grootmoeder Lutgardis de Heusch gebouwde huis aan de Dries bij de kerk van Hoeselt. 
Het kasteel van de Brouckmans werd in 1756 grondig verbouwd en aangepast aan de mode van die tijd. De datumsteen boven de poort herinnert hieraan. Het kasteel vormde een geheel met domein van het Kasteel ter Borch dat al in handen was van de familie de Brouckmans.
Martha de Brouckmans (1836-1905), de laatste nazaat van dit geslacht die op het kasteel woonde, verkocht de gebouwen en het park aan de Zusters van de Voorzienigheid. Zij kwamen ten gevolge van de secularisering vanuit Frankrijk naar België. De zusters richten er tot aan het einde van de Tweede Wereldoorlog een weeshuis in. Later komt er de middelbare school IKSO Instituut voor Katholiek Secundair Onderwijs. De zuster vertrokken in 2013 naar een nieuw onderkomen in de Bruiloftstraat te Hoeselt. Het kasteel en het park werden verkocht aan een projectontwikkelaar.
Het kasteel de Brouckmans ligt op het Domein Burghof, met een park met oude bomen waar zich ook de Bethaniatoren bevindt, samen met een tot vijver omgevormde slotgracht, overblijfsel van het kasteel Ter Borch uit de 17de eeuw. 
De 18e-eeuwse gebouwen van kasteel Brouckmans, met name de woning en het poortgebouw, zijn samen met de overblijfselen van het kasteel Ter Borch (Burghof), met name de Bethaniatoren, de funderingen en de grachten beschermd als monument. 

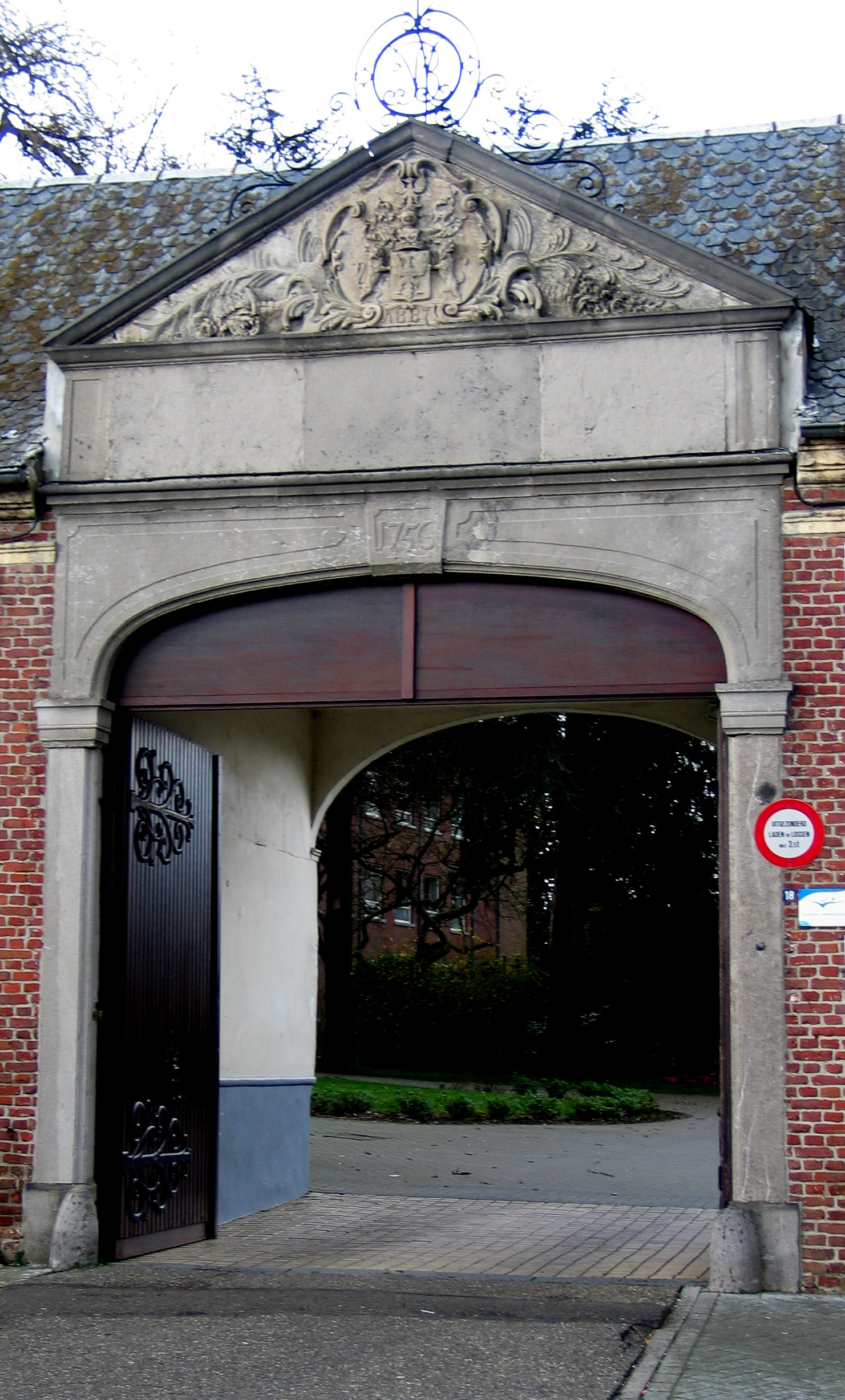
Toegangspoort van het kasteel uit 1756